# Митко Красимиров
Митко Красимиров Милчев е български футболист, който играе за Ботев (Луковит) като централен защитник. Роден е на 30 май 1991 г. в град Тетевен, но иначе е от село Галата, общ. Тетевен, обл. Ловеч. Висок e 176 см. и тежи 72 кг. Юноша на Видима-Раковски (Севлиево), като не е записал нито един мач в А група, но за сметка на това е играл в почти всички мачове на тима в Елитната юношеска група, като е бил капитан на отбора. Освен за тима от Севлиево, Красимиров е играл и в юношеския тим на „Албасете“ (Испания).